# قاسم أمين
قاسم أمين (1 ديسمبر 1863، في الإسكندرية – 23 أبريل 1908 في القاهرة) كان إسلاميًا حديثًا، وأحد مؤسسي الحركة الوطنية المصرية وجامعة القاهرة، يُنظر إلى قاسم أمين تاريخيًا على أنه واحد من «النسويين الأوائل» في العالم العربي، على الرغم من أنه انضم إلى الحديث حول حقوق المرأة في وقت متأخر جدًا من تطوره، وكانت «النسوية» موضوع جدل علمي.
كان أمين فيلسوفًا مصريًا، ومصلحًا، وقاضيًا، وعضوًا في الطبقة الأرستقراطية في مصر، وشخصية مركزية في حركة النهضة. حفزت دعوته لحقوق أكبر للمرأة النقاش حول قضايا المرأة في العالم العربي. وانتقد الحجاب والعزلة والزواج المبكر وقلة تعليم المسلمات. جادل باحثون حديثًا بأنه استوعب خطابًا استعماريًا حول قضايا المرأة في العالم الإسلامي، واعتبر المرأة المصرية أهدافًا تعمل على تحقيق التطلعات الوطنية، وفي الممارسة العملية دعا إلى إصلاحات تقلل من الحقوق القانونية للمرأة في عقود الزواج.

## النشأة
ولد لأب تركي عثماني أرستقراطي وأم مصرية من الطبقة الوسطى. عاش أمين حياة محمية بين النخبة السياسية والأثرياء في مصر. شغل والده محمد أمين بك منصب حاكم ولاية دياربكر، قبل أن تنتقل الأسرة إلى الإسكندرية، مصر حيث ولد أمين. استقر والد قاسم في مصر وأصبح قائد جيش الخديوي إسماعيل باشا. امتلك والد قاسم عقارات إقطاعية كبيرة في الإسكندرية وديار بكر. كانت والدة قاسم ابنة أحمد بك خطاب ابن طاهر باشا (مصر) ابن شقيق محمد علي باشا.

## التعليم
عندما كان شابًا، التحق أمين بالعديد من المدارس الأكثر تميزًا في مصر. التحق بالمدرسة الابتدائية في الإسكندرية، ثم في عام 1875، التحق بمدرسة القاهرة الإعدادية. قيل إن المناهج الدراسية في المدرسة صارمة وذات طابع أوروبي للغاية. بحلول عام 1881، عندما كان يبلغ من العمر 17 عامًا، حصل على شهادته في القانون من المدرسة الخديوية وكان واحدًا من سبعة وثلاثين عامًا حصل على منحة حكومية لمواصلة تعليمه في جامعة فرانسيس دي مونبلييه. استمرت مهمته في فرنسا أربع سنوات.
- جامعة مونبلييه 1881-1885[13]
- كلية الحقوق الخديوية
- مدرسة القاهرة الاعدادية
- مدرسة قصر الإسكندرية

## المسيرة المهنية
بعد إنجازه في فرنسا، أصبح أمين جزءًا من طبقة الموظفين المدنيين في الإمبراطورية البريطانية. في عام 1885 تم تعيينه قاضيا في المحاكم المختلطة. وقيل إن هذه المحكمة «مشبعة» بالنفوذ الغربي الأجنبي. تم إنشاء المحاكم المختلطة عام 1875، وهي مزيج قائم على النظام القضائي النابليوني والشريعة الإسلامية. وكان الفقهاء أجانب من إنجلترا والنمسا وألمانيا وفرنسا. شغل أمين منصبًا ناجحًا مع هؤلاء المسؤولين القانونيين الأجانب. كان هدف المحاكم المختلطة هو السيطرة على الحياة التجارية لمصر أثناء سيطرتها الفوضوية من قبل الحكومات والشعوب الأجنبية. غالبًا ما تنافست المحكمة الحكومية التابعة للمحكمة مع المحاكم الدينية في اتخاذ قرارها. ولوحظ أنه انعكاس حقيقي لـ «الطريق الصحيح» لأنه استند في أحكامه إلى منطق صحيح وسليم. بحلول عام 1887، التحق بمكتب مصري يغلب عليه الطابع الغربي تابع لقسم الشؤون القانونية الحكومي. في غضون أربع سنوات، تم اختياره أحد القضاة المصريين بالمحاكم القومية.
كان قاسم أمين من مؤسسي الجامعة المصرية الأولى، التي كانت تُعرف آنذاك بالجامعة القومية، وشكلت نواة جامعة القاهرة الحالية، وكان عضوًا في اللجنة التأسيسية لها. أصر قاسم أمين على أن مصر بحاجة إلى جامعة على الطراز الغربي.
شغل منصب رئيس محكمة الاستئناف القومية بالقاهرة وأمين عام جامعة القاهرة ونائب رئيس جامعة القاهرة  وعين أميناً عاماً أول لجامعة القاهرة.
ذكرت شاريس وادي، وهي باحثة وكاتبة إسلامية، وأول امرأة تخرجت من قسم اللغات الشرقية في جامعة أكسفورد بإن قاسم كان «محاميًا شابًا لامعًا».

## أفكاره وآراؤه
بتأثير كبير من أعمال داروين، نُقل عن أمين قوله إنه «إذا لم يتم تحديث المصريين وفقًا للخطوط الأوروبية، وإذا لم يتمكنوا من التنافس بنجاح في النضال من أجل البقاء، فسيتم القضاء عليهم». وقد تأثر أيضًا بأعمال هربرت سبنسر وجون ستيوارت ميل الذين دافعوا عن المساواة بين الجنسين؛ يعتقد أمين أن رفع مكانة المرأة في المجتمع من شأنه تحسين الأمة بشكل كبير. كما أثرت صداقاته مع محمد عبده وسعد زغلول على هذا التفكير. ألقى أمين باللوم على المسلمين التقليديين في اضطهاد المرأة المصرية قائلاً إن القرآن لم يعلِّم هذا الاستعباد بل دعم حقوق المرأة. غالبًا ما كانت معتقداته مدعومة بآيات قرآنية. وُلِد في عائلة أرستقراطية، وكان والده حاكماً لديار بكر العياط، ووالدته ابنة أرستقراطي مصري. أنهى أمين كلية الحقوق في السابعة عشرة من عمره وكان واحدًا من سبعة وثلاثين شخصًا يتلقون منحة حكومية للدراسة في جامعة مونبلييه في فرنسا. قيل إنه تأثر هناك بأساليب الحياة الغربية، وخاصة معاملتها للمرأة. سيكون هذا قريبًا نموذجًا يحتذى به في كفاحه لتحرير المرأة المصرية. بدأت حملته عندما كتب دحضاً في كتاب اسماه «المصريون» عام 1894 رداً على عمل دوق داركورت (1893)، والذي قلل من شأن الثقافة المصرية ونسائها. لم يكتف أمين بدحضه، فقد كتب في عام 1899 تحرير المرأة، حيث ألقى باللوم على «حجاب» المرأة المصرية، ونقص التعليم، و «عبوديتهن» للرجال المصريين. أنه سبب ضعف مصر. كان يعتقد أن المرأة المصرية هي العمود الفقري لشعب قومي قوي، وبالتالي يجب تغيير أدوارها في المجتمع بشكل جذري لتحسين الأمة المصرية. يُعرف أمين في جميع أنحاء مصر بأنه عضو في المجتمع الفكري الذي أقام روابط بين التعليم والقومية مما أدى إلى تطوير جامعة القاهرة والحركة الوطنية خلال أوائل القرن العشرين.
تأثر أمين بشدة بأعمال داروين وهربرت سبنسر وجون ستيوارت ميل، وكان صديقًا لمحمد عبده وسعد زغلول. كان من أوائل المدافعين عن حقوق المرأة في المجتمع المصري. تناول كتابه تحرير المرأة الذي صدر عام 1899 وتكملة له عام 1900 المرأة الجديدة السؤال عن سبب سقوط مصر تحت سلطة أوروبا، على الرغم من قرون من التعلم والحضارة المصرية، وخلصت إلى أن التفسير هو تدني المكانة الاجتماعية والتعليمية للمرأة المصرية.
وأشار أمين إلى محنة المرأة المصرية الأرستقراطية التي يمكن أن تظل «سجينة في منزلها وأسوأ من جارية». وقد وجه هذا النقد من منطلق علماء الإسلام وقال إن المرأة يجب أن تتطور فكريا لتكون مؤهلة لتربية أبناء الأمة. لن يحدث هذا إلا إذا تم تحريرهم من العزلة (البردة) التي فُرضت عليهم «بقرار الرجل سجن زوجته» ومنحهم فرصة التعليم.
طعن بعض الباحثين النسويين المعاصرين، ولا سيما ليلى أحمد، في وضعه باعتباره «أب الحركة النسوية المصرية» المفترض. يشير أحمد إلى أنه في المجتمع الذي كان يفصل بين الجنسين في ذلك الوقت، كان من الممكن أن يكون لدى أمين اتصال ضئيل للغاية مع النساء المصريات بخلاف الأسرة المباشرة والخدم وربما البغايا. لذلك فإن صورته للمرأة المصرية على أنها متخلفة وجاهلة ومتخلفة عن «أخواتها» الأوروبيات تستند إلى أدلة محدودة للغاية. ويخلص أحمد أيضًا إلى أنه من خلال نقده الصارم وتعميمه للمرأة في مصر جنبًا إلى جنب مع مدحه الحماسي للمجتمع الأوروبي والاستعمار، شجع أمين، في الواقع، على استبدال النزعة المركزية المصرية بالنزعة المركزية الغربية، وليس النسوية.
دعا أمين إلى الإصلاح الاجتماعي في بلده الأصلي مصر، خلال الجزء الأخير من القرن التاسع عشر عندما كانت مستعمرة تحت الإمبراطورية البريطانية، ودعا إلى إنشاء عائلات نووية مماثلة لتلك الموجودة في فرنسا، حيث رأى أن النساء لم يتم وضعهن. في ظل نفس الثقافة الأبوية التي قهرت المرأة المصرية. يعتقد أمين أن النساء المصريات محرومات من حقوقهن القرآنية في التعامل مع شؤونهن التجارية والزواج والطلاق بحرية. ودحض تعدد الزوجات قائلا إنه «ينطوي على ازدراء شديد للمرأة»، وأن الزواج يجب أن يكون اتفاقا متبادلا. وعارض العادات المصرية المتمثلة في «حجاب» المرأة، معتبراً أنه النطق الرئيسي لظلم المرأة. قال أمين إن النقاب جعل من المستحيل التعرف على النساء. بالنسبة له، عندما تمشون بالنقاب والفساتين الطويلة، جعلهم ذلك أكثر لفتًا للانتباه للرجال وأكثر انعدامًا للثقة. علاوة على ذلك، صرخ أن الرجال في الغرب يعاملون النساء بمزيد من الكرامة مما يسمح لهن بالذهاب إلى المدرسة والسير بدون حجاب والتعبير عن آرائهن. وأصر على أن هذه الحرية «ساهمت بشكل كبير» في تأسيس المعرفة في الأمة. وأيد فكرة أن المرأة المتعلمة تقدم الأطفال المتعلمين. عندما تم استعباد النساء في المنزل، دون صوت وبدون تعليم، هن يميلن إلى قضاء وقتهن في التبذير وإنجاب أطفال يكبرون ليصبحوا كسالى وجاهلون ومنعدمي الثقة. بمجرد تعليم هؤلاء النساء، يمكن أن يصبحن أمهات وزوجات أفضل من خلال تعلم إدارة منازلهن بشكل أفضل. أعطى أمين مثالاً على الوضع. قال: «إن وضعنا الحالي يشبه وضع رجل ثري جدا يحبس ذهبه في صندوق. هذا الرجل» على حد قوله«يفتح صدره يوميًا لمجرد الاستمتاع برؤية صدره. إذا كان يعرف أفضل، يمكنه استثمار ذهبه ومضاعفة ثروته في وقت قصير». لذلك، كان من المهم للأمة المصرية تغيير دور المرأة. على الرغم من أنه تمسك برأيه بأن مصر تظل مجتمعًا أبويًا، يجب على نسائها خلع الحجاب والحصول على تعليم ابتدائي. كان يعتقد أن هذا كان نقطة انطلاق لأمة مصرية أقوى كانت خالية من الاستعمار الإنجليزي.

### تأثير النهضة
يعابر أمين شخصية محورية في حركة النهضة قيل إنها تسللت إلى مصر خلال الجزء الأخير من القرن التاسع عشر وحتى أوائل القرن العشرين خلال فترة «الوعي النسوي»، وقد تأثر أمين بشكل كبير بالعديد من رواد الحركة. الحركة ولا سيما المنفي محمد عبده الذي أصبح مترجمًا له أثناء وجوده في فرنسا. وألقى عبده باللوم على التقليديين الإسلاميين في الانحلال الأخلاقي والفكري للعالم الإسلامي الذي يعتقد أنه تسبب في استعمار المجتمع الإسلامي من قبل القوى الغربية. كان الوقت مستعمرة للإمبراطورية البريطانية وجزءًا من فرنسا. يعتقد عبده أن التقليدي الإسلامي قد ترك العقيدة الإسلامية الحقيقية واتبع العادات الثقافية بدلاً من الدين الذي كان من شأنه أن يمنحهم قدرًا أكبر من الذكاء والقوة والعدالة. علاوة على ذلك، انتقد الهيمنة الأبوية للمرأة داخل الأسرة تحت مسمى الشريعة الإسلامية. ودعا عبده جميع المسلمين إلى الاتحاد والعودة إلى ندم رسالة الله التي أعطت المرأة مكانة متساوية، وقاوم الإمبريالية الغربية التي احتلت العالم الإسلامي. تأثر أمين بشكل كبير بتأثير محمد عبده وعلى الرغم من كونه طالبًا مدربًا في القوى الاستعمارية، فقد قبل أمين فلسفات عبده التي ولّدها في فلسفاته الخاصة. كان يعتقد أيضًا أن المسلمين التقليديين قد خلقوا مجتمعًا أقل شأناً من خلال عدم اتباع القوانين الإسلامية الصحيحة، التي دعت إلى حق المرأة في المجتمع، ولكن بدلاً من ذلك اتبعوا القيم الثقافية لإبقاء المرأة المصرية في حالة خضوع. بالنسبة له، خلق هذا مجتمعًا أدنى من الرجال والنساء مقارنة بشباب وشابات العالم الغربي. أمضى أمين جزءًا كبيرًا من حياته في الدعوة إلى تغيير دور المرأة في المجتمع المصري من خلال إيمانه بأن وجود امرأة مصرية أكثر حرية وتعليمًا من شأنه أن يحسن المجتمع إلى الأفضل.

### الموقف من الحجاب
طالب قاسم أمين في كتابه تحرير المرأة (1899) بإلغاء الحجاب. كان يعتقد أن تغيير العادات فيما يتعلق بالمرأة وتغيير زيها، وإلغاء الحجاب على وجه الخصوص، هو المفتاح لتحقيق التحول الاجتماعي العام المنشود. افتتح كتاب قاسم أمين المعركة التي أدت إلى خطاب جديد جاء فيه الحجاب لفهم دلالات أوسع بكثير من مجرد وضع المرأة. وأشار إلى أن دلالات الحجاب تتعلق أيضًا بقضايا الطبقة والثقافة: اتساع الهوة الثقافية بين ثقافة المُستَعَمِر وثقافة المُستَعَمَر. في هذا الخطاب، ظهرت قضايا المرأة والثقافة لأول مرة على أنها مندمجة لا محالة في الخطاب العربي. وجادل أمين بأن الحجاب والفصل يشكلان «حاجزاً كبيراً بين المرأة وعلوها، وبالتالي حاجزاً بين الأمة وتقدمها».
ومع ذلك، انتقد العديد من علماء المسلمين مثل ليلى أحمد دافع قاسم أمين لتحرير المرأة من الحجاب لأنه ليس نتيجة تفكير وتحليل منطقي، بل نتيجة استيعاب وتكرار التصور الاستعماري. كانت حجة أمين ضد العزلة والحجاب هي ببساطة أن الفتيات سينسين كل ما تعلمنه إذا أجبرن على ارتداء الحجاب ومراقبة العزلة بعد تعليمهن. كان السن الذي بدأت فيه الفتيات بالحجاب والعزلة، من الثانية عشرة إلى الرابعة عشرة، عصرًا حاسمًا لتنمية المواهب والفكر، وقد أحبط هذا التطور الحجاب والعزلة؛ احتاجت الفتيات إلى الاختلاط بحرية مع الرجال، لأن التعلم يأتي من هذا الاختلاط. يتعارض هذا الموقف بشكل واضح مع فكرته السابقة بأن أي تعليم للمرأة يجب أن يتجاوز مستوى المدرسة الابتدائية. للإجابة على المحافظين الذين يخشون أن يكون لإلغاء الحجاب تأثير على نقاء المرأة، أجاب أمين ليس من منظور المساواة بين الجنسين، ولكن من وجهة نظر اتباع الحضارة الغربية المتفوقة. كتب: هل يتخيل المصريون أن رجال أوروبا الذين بلغوا مثل هذا الكمال من الفكر والشعور تمكنوا من اكتشاف قوة البخار والكهرباء... هذه النفوس التي تخاطر بحياتها يوميًا في السعي وراء المعرفة وتكريم فوق لذة الحياة... هذه العقول وهذه النفوس التي نعجب بها قد تفشل في معرفة وسائل حماية المرأة والحفاظ على طهارتها؟ هل يظنون أن أمثال هؤلاء كانوا سيتخلون عن الحجاب بعد أن استعمل بينهم لو رأوا فيه خيرًا؟

### كلمات عن الزواج والطلاق
يعتقد قاسم أمين أن الزواج بين المسلمين لا يقوم على الحب بل على الجهل والجنس، تمامًا مثل الخطاب التبشيري. في نصه، انتقل اللوم من الرجال إلى النساء. كانت النساء المصدر الرئيسي لـ «الفاحشة» والشهوانية الخشنة والمادية التي تميز الزيجات الإسلامية. اتهم قاسم أمين أرواح الزوجات المصريات بعدم تفوقهن بما يكفي لتجربة الحب الحقيقي. كانت الزوجات المصريات يعرفن فقط ما إذا كان أزواجهن «طويل القامة أم قصير القامة، أبيض وأسود». كانت الصفات الفكرية والأخلاقية لأزواجهن، ومشاعرهم الحساسة، ومعرفتهم، وأي شيء قد يثني عليه الرجال الآخرون ويحترمونه، خارجة عن متناول الزوجات. بالنسبة لقاسم أمين، فإن واجب المرأة في الزواج هو بالأساس القيام بالأعمال المنزلية ورعاية الأطفال. لذلك، فإن التعليم الابتدائي سيكون كافياً للنساء لأداء واجباتهن.
على الرغم من أن قاسم أمين كان ينظر إلى المرأة على أنها أقل منزلة من الرجل، إلا أنها دعمت تشريع الطلاق. على الرغم من أنه وفقًا للتقاليد، سيصبح الطلاق صحيحًا بعد تكرار الكلمات ثلاث مرات، اعتقد قاسم أمين أن هذا الاتفاق الشفوي لم يكن جادًا بما فيه الكفاية. عدم وجود نظام قانوني في عملية الطلاق هو ما اعتقد قاسم أمين أنه ساهم في ارتفاع معدل الطلاق في القاهرة. لذلك اقترح أنه في المواقف القانونية يجب على المسلمين الاعتماد على البيانات الرسمية في المقام الأول على أنها إعلانات نوايا. يعتقد قاسم أمين أن التصريحات الرسمية قد تجبر الزوج على إدراك رغبته الواضحة في الانفصال عن زوجته. انتقد قاسم أمين علماء المسلمين لاهتمامهم الضيق بكلمة «الطلاق». ركز علماء المسلمين، في ذهن قاسم أمين، أعمالهم على تنويعات تعبيرات الطلاق، مثل «طلقك» أو «أنت طالق». وأشار قاسم أمين إلى أن هذه الجهود كانت مفيدة فقط في دراسة النحو واللغة، وليس في تطوير الانضباط في الفقه. اعتقد قاسم أمين أن فائدة وجود نظام قانوني في الطلاق ستمنع الرجال من الطلاق العرضي من زوجاتهم بسبب النكات والشجار.

## أعماله الأدبية
- 1894-المصريون. تمت كتابة هذا الكتاب كرد فعل على انتقادات الدوق كارتور الشديدة لحياة المرأة المصرية. لم يدافع أمين عن المرأة المصرية في دحضه ولكنه دافع عن معاملة الإسلام للمرأة.
- 1899- تحرير المرأة -، دعا أمين فيه إلى تعليم النساء حتى المرحلة الابتدائية فقط. حافظ على إيمانه بالسيطرة الأبوية على النساء، لكنه دعا إلى تعديل التشريعات التي تؤثر على الطلاق وتعدد الزوجات وفسخ الحجاب. شارك في تأليف الكتاب محمد عبده وأحمد لطفي السيد. استخدم الكتاب العديد من الآيات القرآنية لدعم إيمانه.
- 1900- تصور أمين في كتابه المرأة الجديدة ظهور «المرأة الجديدة» في مصر والتي تم تشكيل سلوكها وأفعالها على غرار المرأة الغربية. اعتبر هذا الكتاب أكثر ليبرالية بطبيعته، لكنه استخدم الداروينية الاجتماعية كحجة له. ويذكر في كتابه «يجوز تزويج المرأة برجل لا تعرفه من يمنعها من تركه ويجبرها على هذا أو ذاك ثم يطردها كما يشاء: هذا بالفعل عبودية».
- حقوق النساء في الإسلام.
- «كلمات»
- «الأسباب والآثار والأخلاق والتوصيات».
- «الأعمال الكاملة لقاسم أمين: دراسة وتوثيق».
- المصريون
- عبودية المرأة
- «جنة»
- «مرآة الجمال»
- «تحرير المرأة»

## جدل
يسارع منتقدو فلسفات أمين إلى الإشارة إلى أن أمين لم يكن له أي ارتباط بالنساء بخلاف المرأة الأرستقراطية أو البغايا، وبالتالي فإنهم يشككون في موقفه من إدانة جميع النساء المصريات. علاوة على ذلك، أشارت الروائية والإصلاحية ليلى أحمد في كتابها «المرأة والجندر في الإسلام» إلى أن محاولة أمين لتشويه سمعة الحجاب كسبب لضعف المصريين هي بوضوح وجهة نظر غربية. توضح كيف يميل الغربيون إلى استخدام الحجاب كسبب لاستعمار الدول الإسلامية من خلال ربط الحجاب بالدونية. بالإضافة إلى ذلك، يشير أحمد إلى أن امرأة أمين المصرية لن تتحكم في جسدها، بل ستستخدمه في بناء الأمة. بالنسبة لها هذا نفاق لأن المرأة المصرية ستظل أمة لزوجها وأهلها وأمتها. بالإضافة إلى ذلك، تتحدى أستاذة التاريخ، منى راسل، وصف أمين للمرأة الجديدة قائلة إنها كانت «واحدة من ثمار المجتمع الحديث». تجادل بأنها ليست «جديدة»، ولا تهتم بأن تكون «مرادفة» للمرأة الغربية، وهي كيانها. ويعتقدون أن أمين تأثر بتعليمه الأجنبي وموقعه من الطبقة الوسطى العليا الذي كان ينظر إلى الاستعمار الأجنبي على أنه حكم أعلى. كانت طريقته في الاندماج في الاستعمار الأجنبي هي التي استحوذت على السلطة في مصر. اقتباسه الذي يقول فيه «نتمتع اليوم بالعدالة والحرية التي لا أعتقد أن مصر شهدتها من قبل في أي وقت في الماضي» دليل على هذا الإعجاب. لذلك، يشعرون أن آرائه كانت مبنية على التحيز وليس على الحقيقة.

## حياته الخاصة
في عام 1894، تزوج أمين من زينب ابنة الأميرال أمين توفيق، لينضم إليه في عائلة أرستقراطية مصرية. نشأت زوجته على يد مربية بريطانية. لذلك، شعر أنه من الضروري أن تتم تربية بناته على يد مربية بريطانية أيضًا،

## من أقواله
- «أنا لا أدافع عن المساواة بين الرجل والمرأة في التعليم لأن هذا ليس ضروريا»[43]
- «كسلنا جعلنا نعادي كل فكرة غير مألوفة».[44]
- "عدد الأطفال الذين تقتلهم النساء الجاهلات كل عام يتجاوز عدد الأشخاص الذين يموتون في أكثر الحروب وحشية"."[44]
- «الأم الصالحة أكثر فائدة لجنسها من الرجل الصالح، بينما الأم الفاسدة أكثر ضررا من الرجل الفاسد».[44]
- «من المستحيل أن تكون رجلاً ناجحًا إذا لم يكن لديهم أمهات قادرة على تربيتهن لتحقيق النجاح».[44]
- وأضاف «مما لا شك فيه أن قرار الرجل حبس زوجته يتعارض مع الحرية التي هي حق طبيعي للمرأة».[45]
- «المرأة التي حرمت من تربية نفسها إلا في واجبات الخادم، أو كانت محدودة في مساعيها التربوية، هي في الحقيقة أَمَة، لأن غرائزها الطبيعية ومواهبها التي وهبها الله خاضعة لحالتها، وهو ما يعادل استعباد أخلاقي».[45]

## وفاته
توفى مساء يوم 23 أبريل 1908 في منزله بالقاهرة نتيجة إصابته بنوبة قلبية عن عمر يناهز 44 عام.